# Adoni-Zedeque
Adoni-Zedeque é um nome de origem hebraica que significa "Meu senhor é justiça". Segundo a Bíblia, Adoni-Zedeque foi rei de Jerusalém na época em que os israelitas conquistaram a Terra Prometida.

## Confronto com Josué
A narrativa bíblica diz que Adoni-Zedeque se preocupou ao saber que os hebreus, liderados por Josué, após destruírem a cidade de Jericó e assassinado toda sua população, e executarem seu rei, tinham destruído também a cidade de Ai, fazendo o mesmo com sua população e seu rei. E que após essas duas vitórias, a cidade de Gibeão, habitada pelos heveus, tinha selado um acordo de paz com os hebreus, tornando-se um povo aliado de Josué. 
Por isso, juntamente com outros quatro pequenos reinos localizados ao oeste do rio Jordão, Adoni-Zedeque tentou impedir as tropas de Josué de adentrarem  à Terra Prometida..
Adoni-Zedeque buscou impedir outras desistências, assim uniu-se aos amorreus e sitiou a cidade de Gibeão. No entanto, Josué foi em socorro dos gibeonitas, fazendo com que a aliança de Adoni-Zedeque fosse derrotada.
Segundo a narrativa bíblica, Adoni-Zedeque lutou pessoalmente contra o exército de Josué, ao lado de outros quatro reis cananeus. Ao verem que a derrota era iminente, Adoni-Zedeque e os outros reis fugiram, escondendo-se em uma caverna próxima à cidade de Maceda. Encontrados pelos israelitas, foram capturados e conduzidos à presença de Josué. Este os condenou à morte, e matou Adoni-Zedeque e os outros reis à espada com as próprias mãos. 
Apesar disso, a cidade de Jerusalém só seria conquistada anos mais tarde, quando Josué já tinha falecido. 